# NGC 5858
NGC 5858 is een elliptisch sterrenstelsel in het sterrenbeeld Weegschaal. Het hemelobject werd op 14 mei 1882 ontdekt door de Amerikaanse astronoom Edward Singleton Holden.

## Synoniemen
- MCG -2-39-2
- PGC 54075